# تريستان أبراهامز
تريستان أبراهامز (بالإنجليزية: Tristan Abrahams)‏ هو لاعب كرة قدم بريطاني في مركز الهجوم، ولد في 29 ديسمبر 1998 في لويشام ‏ في المملكة المتحدة. لعب مع نورويتش سيتي.

## وصلات خارجية
- تريستان أبراهامز على موقع قاعدة بيانات كرة القدم.إي يو (الإنجليزية)
- تريستان أبراهامز على موقع Soccerbase.com (لاعب) (الإنجليزية)